# Janelly Fourtou
Janelly Fourtou (geb. Harrburger; * 4. Februar 1939 in  Paris) ist eine französische Politikerin (UDF). Sie war von 1999 bis 2009 Mitglied des Europäischen Parlaments.

## Ausbildung, Beruf und Familie
Janelly Fourtou arbeitete von 1960 bis 1964 als Assistentin bei der Handelskammer von Paris, von 1965 bis 1969 war sie beim Buchladen Maison de la Presse beschäftigt. Sie absolvierte ein Studium der modernen Sprachen und Literatur, das sie 1972 mit einer Maîtrise abschloss.
Sie ist mit dem ehemaligen Vorstandsvorsitzenden des Medienunternehmens Vivendi, Jean-Rene Fourtou, verheiratet.

## Politik
Als Mitglied der bürgerlichen Union pour la démocratie française (UDF) gehörte Fourtou ab 1983 dem Gemeinderat von Neuilly-sur-Seine an, wo sie von 1989 bis 1995 für Wohnungswesen und anschließend für Beschäftigungspolitik zuständig war.
Während ihrer ersten Legislaturperiode im Europäischen Parlament von 1999 bis 2004 saß sie in der konservativen EVP-ED-Fraktion, war Mitglied im Ausschuss für Recht und Binnenmarkt und im Petitionsausschuss sowie Delegierte für die Beziehungen zu den Ländern Mittelamerikas und Mexiko. Nach ihrer Wiederwahl 2004 schloss sie sich, wie die anderen UDF-Abgeordneten der Fraktion der Allianz der Liberalen und Demokraten für Europa (ALDE) an. Sie gehörte weiterhin dem Petitionsausschuss sowie dem Ausschuss für Binnenmarkt und Verbraucherschutz an und war Delegierte im Gemischten Parlamentarischen Ausschuss EU-Chile.
Im Europäischen Parlament war sie 2004 als Berichterstatterin maßgeblich an der Richtlinie 2004/48/EG zur Durchsetzung der Rechte des geistigen Eigentums (kurz Copyright- oder Durchsetzungs-RL) beteiligt. Die Organisation European Digital Rights (EDRi) warf Fourtou vor, dass die Richtlinie auch ihren persönlichen wirtschaftlichen Interessen diene. Eine gemeinsame Privatstiftung der Eheleute Fourtou besaß laut Financial Times seit 2002 Wandelschuldverschreibungen von Vivendi im Wert von 14,5 Millionen Euro, mit der Option, diese 2005 in Aktien des Medienkonzerns umzuwandeln. Musik- und Filmproduktionsfirmen wie Vivendi Universal hatten ein besonderes Interesse am Beschluss der Richtlinie. Die EU-Parlamentarier Neil MacCormick und Heide Rühle von der Fraktion Grüne/EFA warfen Fourtou einen Interessenkonflikt vor. Die französische Börsenaufsicht Autorité des marchés financiers (AMF) ermittelte wegen des Verdachts von Insidergeschäften.
Nach der Spaltung der UDF gründete Fourtou mit ihren Europaparlaments-Kollegen Jean-Marie Cavada und Claire Gibault Anfang 2008 die Kleinpartei Alliance citoyenne pour la démocratie en Europe/Avenir démocrate.

## Veröffentlichung
- Un goût d'Europe. Journal d'une députée européenne. Fauves, 2019, ISBN 979-10-302-0280-9.